# وضعیت (بینایی کامپیوتر)
در زمینه‌های محاسبات و بینایی کامپیوتر ، وضعیت (یا حالت فضایی ) نشان‌دهنده موقعیت و جهت یک شی معمولا در سه بعد است. وضعیت ها اغلب به عنوان ماتریس های تبدیل ذخیره می شوند.   اصطلاح "وضعیت" تا حد زیادی با اصطلاح "تبدیل" مترادف است، اما تبدیل ممکن است اغلب شامل مقیاس باشد، در حالی که برای وضعیت اینطور نیست.  
در بینایی کامپیوتری، موقعیت یک جسم اغلب از ورودی دوربین توسط فرآیند تخمین وضعیت تخمین زده می شود. سپس از این اطلاعات میتوان، به عنوان مثال، برای اجازه دادن به یک ربات برای دستکاری یک شی یا جلوگیری از حرکت به داخل آن بر اساس موقعیت و جهت گیری درک شده آن در محیط استفاده کرد. از دیگر بکاربرد های آن می توان به تشخیص حرکات اسکلتی اشاره کرد.

## تخمین وضعیت
وظیفه خاص تعیین وضعیت یک شی در یک تصویر (یا تصاویر استریو، توالی تصویر) به عنوان تخمین وضعیت شناخته می شود. بسته به پیکربندی سنسور تصویر و انتخاب روش، مشکلات تخمین وضعیت را می توان به روش های مختلفی حل کرد. سه دسته از متدولوژی ها را می توان متمایز کرد:
- روش های تحلیلی یا هندسی: فرض میکنیم سنسور تصویر (دوربین) کالیبره شده و نقشه برداری از نقاط سه بعدی در صحنه و نقاط دو بعدی در تصویر مشخص است. اگر هندسه جسم نیز مشخص باشد، به این معنی است که تصویر نمایش داده شده از جسم روی تصویر دوربین، تابعی شناخته شده از حالت جسم است. هنگامی که مجموعه ای از نقاط کنترل روی جسم، معمولاً گوشه ها یا سایر نقاط مشخصه شناسایی شد، می توان تبدیل وضعیت را از مجموعه ای از معادلات حل کرد که مختصات سه بعدی نقاط را با مختصات تصویر دو بعدی آنها مرتبط می کنند. الگوریتم‌هایی که موقعیت یک ابر نقطه را نسبت به ابر نقطه‌ای دیگر تعیین می‌کنند، به عنوان الگوریتم‌های ثبت مجموعه نقطه شناخته می‌شوند، در صورتی که مطابقت بین نقاط از قبل مشخص نباشد.
- روش های الگوریتم ژنتیک : اگر موقعیت یک شیء نیازی به محاسبه به موقع نباشد، ممکن است از الگوریتم ژنتیک استفاده شود. این رویکرد به ویژه زمانی که تصاویر کاملاً کالیبره نشده باشند قوی است. در این مورد خاص، وضعیت، نمایش ژنتیکی را نشان می دهد و خطای بین نمایش نقاط کنترل شی و تصویر تابع تناسب است.
- روش‌های مبتنی بر یادگیری: این روش‌ها از سیستم مبتنی بر یادگیری مصنوعی استفاده می‌کنند که نقشه‌برداری را از ویژگی‌های تصویر دوبعدی برای تبدیل وضعیت می‌آموزد. به طور خلاصه، این بدان معنی است که مجموعه ای به اندازه کافی بزرگ از تصاویر شی، در حالت های مختلف، باید در طول یک مرحله یادگیری به سیستم ارائه شود. هنگامی که مرحله یادگیری کامل شد، سیستم باید بتواند تخمینی از وضعیت جسم را با توجه به تصویری از شی ارائه دهد.

## وضعیت دوربین
بازسازی دوربین فرایندی است که پارامترهای یک مدل دوربین سوراخ دار را برآورد می‌کند که تقریباً دوربینی را که عکس یا ویدئوی داده شده را تولید کرده‌است، تقریب زده‌است؛ این فرایند مشخص می‌کند که هر پرتو نور ورودی با هر پیکسل در تصویر نهایی چگونه ارتباط دارد. به طور کلی، این فرآیند وضعیت دوربین سوراخ دار را تعیین می‌کند.
معمولاً پارامترهای دوربین در یک ماتریس پروژکشن 3 × 4 به نام ماتریس دوربین نمایش داده می‌شوند. پارامترهای خارجی وضعیت دوربین (موقعیت و جهت) را تعریف می‌کنند در حالی که پارامترهای درونی فرمت تصویر دوربین را مشخص می‌کنند (فاصله کانونی، اندازه پیکسل و منشأ تصویر).
این فرآیند اغلب به عنوان کالیبراسیون دوربین هندسی یا فقط کالیبراسیون دوربین نامیده می‌شود، با این حال این عبارت ممکن است به کالیبراسیون دوربین فوتومتریک اشاره داشته باشد یا به تعیین تنها پارامترهای درونی محدود شود. جهت خارجی و جهت داخلی به ترتیب به تعیین فقط پارامترهای خارجی و درونی اشاره دارد.
کالیبراسیون کلاسیک دوربین نیاز به اشیاء ویژه‌ای در صحنه دارد، که در کالیبراسیون اتوماتیک دوربین لازم نیست.
بازسازی دوربین اغلب در برنامه‌های بینایی استریو استفاده می‌شود که در آن ماتریس‌های پروژکشن دو دوربین برای محاسبهٔ مختصات سه بعدی یک نقطه‌ای که توسط هر دو دوربین دیده شده‌اند، استفاده می‌شود.

## جستار های وابسته
- تشخیص ژست